# Völkershausen
Völkershausen is een ortsteil van de Duitse gemeente Vacha in Thüringen. De plaats ligt ongeveer 13 kilometer ten westen van Bad Salzungen in de Wartburgkreis. Op 31 december 2013 werden de tot dan toe zelfstandige gemeenten Martinroda, Völkershausen en Wölferbütt opgeheven en ondergebracht in Vacha.